# Wortelgewas

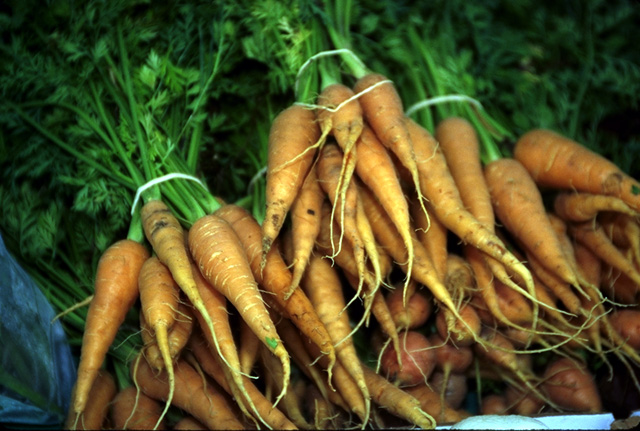
Wortelgewas

Een wortelgewas is een gewas dat om de wortel(s) geteeld wordt. Tot de wortelgewassen behoren verschillende groentesoorten, waarvan de wortels als voedingsrijke opslagorganen dienen en daardoor voor de consumptie geschikt zijn. Ze worden in de land- en tuinbouw verbouwd. 
Enkele voorbeelden van wortelgewassen:
- Wortelknollen
  - Aardpeer
  - Knolselderij
  - Koolraap
  - Rode biet
- Verdikte wortel
  - Cichorei
  - Pastinaak
  - Schorseneer
  - Suikerbiet
  - Voederbiet
  - Witlof, wortelteelt
  - Wortel of Peen
  - Wortelpeterselie
- Verdikt hypocotyl en wortel
  - Daikon
  - Rammenas (voor het grootste gedeelte een verdikte wortel)